# Феручо Ламборгини
Феручо Ламборгини (на италиански: Ferruccio Lamborghini; Ferruccio Elio Arturo Lamborghini, * 28 април 1916 в Ренацо ди Ченто в регион Емилия-Романя, † 20 февруари 1993 в Перуджа) е италиански инженер, автомобилен производител и конструктор на хеликоптери, баща на автомобилната марка Lamborghini и известен винар.
Феручо Ламборгини е роден в малко село близо до Болоня. Родителите му са селяни. Той завършва технически науки в Болоня. През Втората Световна война получава задачата да репарира военни коли на Родос в Гърция.
След войната купува стари военни коли и ги преобразува на трактори. През 1949 г. Ламборгини създава малка фирма в Ченто с името "Lamborghini Trattrice", където произвежда трактори и мотори.
След пътуване до САЩ той започва производство на хеликоптери и спортни коли. През 1963 г. отваря фирма за коли в Сант'Агата Болонезе, с името „Automobili Ferruccio Lamborghini“ S.p.A., която от 1964 г. пуска на пазара произведените от него коли. Първият му автомобил е Lamborghini 350GT. С колата си Lamborghini Miura печели състезания за спортни автомобили срещу тези на Енцо Ферари.
През 1972 г. по време на световната петролна криза продава своя завод и започва да се занимава с лозарство в чифлика си в Борго Паничале, Умбрия. От 1990-те години неговите „селски“ вина имат световен успех.
Феручо Ламборгини умира на 76 години на 20 февруари 1993 г.